# Dnsmasq
Dnsmasq是一个开源的轻量级DNS转发和DHCP、TFTP服务器，使用C語言编写。Dnsmasq针对家庭局域网等小型局域网设计，资源占用低，易于配置。支持的平台包括Linux、BSD、Smoothwall、IP-Cop、floppyfw、Firebox、LEAF、Freesco, fli4l、CoyoteLinux及Android等，并且在dd-wrt、openwrt路由器系统中也有使用。